# Jón Þorláksson
Jón Þorláksson (3 de março de 1879 – 20 de março de 1963) foi um político islandês. Ocupou o cargo de Primeiro-ministro da Islândia de 8 de julho de 1926 até 28 de agosto de 1927.